# Moody's
Pour les articles homonymes, voir Moody.
Ne doit pas être confondu avec Moodyz.
Moody's, officiellement Moody's Corporation, est une entreprise spécialisée dans les solutions de gestion des risques et l'analyse financière d'entreprises commerciales ou d'organes gouvernementaux. Moody's est également connue pour ses notations financières standardisées des grandes entreprises en fonction du risque et de la valeur de l'investissement. Elle a 40 % de parts de marché dans le domaine de l'estimation de crédit au niveau mondial. Ses principaux concurrents sont Standard & Poor's (S&P) et Fitch Ratings.

## Histoire
Moody's a été fondée en 1909 par John Moody (en), journaliste financier reconverti, qui crée la notation. La société jauge les risques des entreprises en s'appuyant sur une grille de notes, qui permet de résumer les risques pris par le créancier.
En 1903, Moody's Manual est une publication reconnue à l'échelle nationale. Pendant la crise financière de 1907, Moody est contraint de vendre son entreprise en raison d'une insuffisance de capitaux. Moody revient en 1909 avec une nouvelle publication sur les obligations ferroviaires, Analysis of Railroad Investments, et une nouvelle société, Moody's Analyzes Publishing Company.
En 1931, l'agence, qui note aussi les dettes publiques, dégrade la note de la Grèce. La république grecque qui mène alors d'importantes réformes économiques s'en trouve déstabilisée : les taux d’intérêt grimpent, les capitaux fuient, la Société des Nations refuse son concours. Le 1er mars 1932, la Grèce, dont la dette en dollars a explosé du fait d'une dévaluation, fait défaut. Les victimes de ce défaut sont d’abord les banques françaises et italiennes. Puis la population grecque : gangrenée par l’inflation due à la dévaluation, l’économie fragile du pays part à vau-l’eau, les émeutes se multiplient, et le gouvernement perd les élections fin 1932. La monarchie est restaurée en 1935 et, en 1936, le général Ioánnis Metaxás s’empare du pouvoir par un coup d’État. En 1940, quand Mussolini lance ultimatum sur ultimatum à la Grèce, il réclame entre autres le remboursement des sommes annulées, avant d’attaquer le 28 octobre. Entre-temps, en 1936, les dirigeants de Moody's expriment leur regret sur ce qui se passe et annoncent qu’ils arrêtent de noter les dettes publiques. Fitch Ratings suit en annonçant qu’elle cesse de noter la dette allemande. 
En 1962, Moody's Investors Service est racheté par Dun & Bradstreet. En décembre 1999, Dun & Bradstreet a annoncé qu'elle allait délocaliser Moody's Investors Service en une société distincte cotée en bourse. La scission s'est terminée le 30 septembre 2000. 
Comme d'autres agences, Moody's s'est retrouvée sous le feu des critiques lors des événements à l'origine de la crise financière de 2007 à 2011.
En 2002, Moody's Corporation crée un programme de philanthropie d'entreprise, The Moody's Foundation, axé sur des initiatives éducatives en mathématiques, en économie et en finance,,. Moody's Analytics est une filiale de Moody's Corporation créé en 2007 pour se concentrer sur les activités sans notation.
Moody's Research Labs, Inc. était un incubateur d'entreprises axé sur la recherche et le développement spécialisé dans la modélisation et l'analyse des risques financiers, axé sur le développement de ces produits à l'usage d'autres divisions de Moody's Corporation. Son président était Roger Stein. Moody's Research Labs a été dissous en février 2012.
En mai 2017, Moody's annonce l'acquisition de Bureau van Dijk, une entreprise néerlandaise de conseils, pour 3,3 milliards de dollars.
En avril 2019, l'agence de notation a acquis  une part majoritaire de Vigeo Eiris, une agence franco-britannique spécialiste de la notation RSE. 
Le 30 mars 2021, L'Autorité européenne des marchés financiers (Esma) annonce avoir infligé un total de 3,7 millions d'euros d'amendes à cinq entités de Moody's (France, Espagne, Allemagne, Royaume-Uni, Italie) car elles ont enfreint les règles de l'indépendance et la prévention des conflits d'intérêts entre actionnaires. En août 2021, Daily Mail and General Trust annonce la vente de sa filiale d'assurance risque RMS à Moody's pour 1,425 milliard de livres. La même année, 
Moody's, S&P Global Ratings et Refinitiv créent un conseil commun pour harmoniser les données financières en lien avec les critères environnementaux, sociaux et de gouvernance (ESG) au sein de la Future of Sustainable Data Alliance.

## Notation Moody's
| Signification de la note                         | Moody’s    | Moody’s             | Standard & Poor’s | Standard & Poor’s | Fitch Ratings | Fitch Ratings |
| Signification de la note                         | Long terme | Court terme         | Long terme        | Court terme       | Long terme    | Court terme   |
| ------------------------------------------------ | ---------- | ------------------- | ----------------- | ----------------- | ------------- | ------------- |
| Prime Première qualité                           | Aaa        | P-1 Prime -1        | AAA               | A-1+              | AAA           | F1+           |
| High grade Haute qualité                         | Aa1        | P-1 Prime -1        | AA+               | A-1+              | AA+           | F1+           |
| High grade Haute qualité                         | Aa2        | P-1 Prime -1        | AA                | A-1+              | AA            | F1+           |
| High grade Haute qualité                         | Aa3        | P-1 Prime -1        | AA−               | A-1+              | AA−           | F1+           |
| Upper medium grade Qualité moyenne supérieure    | A1         | P-1 Prime -1        | A+                | A-1               | A+            | F1            |
| Upper medium grade Qualité moyenne supérieure    | A2         | P-1 Prime -1        | A                 | A-1               | A             | F1            |
| Upper medium grade Qualité moyenne supérieure    | A3         | P-2                 | A−                | A-2               | A−            | F2            |
| Lower medium grade Qualité moyenne inférieure    | Baa1       | P-2                 | BBB+              | A-2               | BBB+          | F2            |
| Lower medium grade Qualité moyenne inférieure    | Baa2       | P-3                 | BBB               | A-3               | BBB           | F3            |
| Lower medium grade Qualité moyenne inférieure    | Baa3       | P-3                 | BBB−              | A-3               | BBB−          | F3            |
| Non-investment grade, speculative Spéculatif     | Ba1        | Not prime Non prime | BB+               | B                 | BB+           | B             |
| Non-investment grade, speculative Spéculatif     | Ba2        | Not prime Non prime | BB                | B                 | BB            | B             |
| Non-investment grade, speculative Spéculatif     | Ba3        | Not prime Non prime | BB−               | B                 | BB−           | B             |
| Highly speculative Très spéculatif               | B1         | Not prime Non prime | B+                | B                 | B+            | B             |
| Highly speculative Très spéculatif               | B2         | Not prime Non prime | B                 | B                 | B             | B             |
| Highly speculative Très spéculatif               | B3         | Not prime Non prime | B−                | B                 | B−            | B             |
| Risque élevé                                     | Caa1       | Not prime Non prime | CCC+              | C                 | CCC           | C             |
| Ultra spéculatif                                 | Caa2       | Not prime Non prime | CCC               | C                 | CCC           | C             |
| En défaut, avec quelques espoirs de recouvrement | Caa3       | Not prime Non prime | CCC−              | C                 | CCC           | C             |
| En défaut, avec quelques espoirs de recouvrement | Ca         | Not prime Non prime | CC                | C                 | CC            | C             |
| En défaut, avec quelques espoirs de recouvrement | C          | Not prime Non prime | C/CI/R            | C                 | C             | C             |
| En défaut sélectif                               | C          | Not prime Non prime | SD                | D                 | RD            | D             |
| En défaut                                        | C          | Not prime Non prime | D                 | D                 | D             | D             |

C'est Moody's qui introduisit les symboles de son échelle de notation, les fameux « triple A to C ,».
La notation est une appréciation de Moody’s sur la volonté et la capacité d’un émetteur à assurer le paiement ponctuel des engagements d’un titre de dette, tel qu’une obligation, tout au long de la durée de vie de celui-ci. L’échelle de notation, qui va d’un maximum de Aaa à un minimum de C, se compose de 21 crans (notch) et de deux catégories : la catégorie d’investissement et la catégorie spéculative. La notation la plus basse de la catégorie d’investissement est Baa3. La notation la plus élevée de la catégorie spéculative est Ba1.

## Notation de dette à long terme (maturités équivalentes à un an ou plus)
Catégorie investissement
- Aaa – valeurs de tout premier ordre (« gilt edged »)
- Aa1, Aa2, Aa3 – haut de la fourchette (« high-grade »)
- A1, A2, A3 – notation intermédiaire (« upper-medium grade »)
- Baa1, Baa2, Baa3 – bas de la fourchette (« medium grade »). Peut comporter certaines caractéristiques spéculatives.

Catégorie spéculative (voir aussi: Junk bond)
- Ba1, Ba2, Ba3 – éléments dits spéculatifs
- B1, B2, B3 – absence de caractéristiques d’investissement souhaitables
- Caa1, Caa2, Caa3 – obligations de très mauvaise qualité
- Ca – hautement spéculatives
- C – notation la plus basse. Perspectives extrêmement faibles d’atteindre un niveau propice à l’investissement.

## Notation de dette à court terme (maturité inférieure à un an)
- Prime-1 - haut de la fourchette
- Prime-2 - notation intermédiaire
- Prime-3 - bas de la fourchette
- Not Prime - Peut être considérée comme appartenant à la catégorie spéculative

## Règlements judiciaires
- Octobre 2011 - Moody’s est parvenu à un règlement résolvant les réclamations de l’État du Connecticut[24].

- Juillet 2012 - un règlement avec les actionnaires dans le cadre de poursuites intentées sur des notations financières structurées[25].

- Avril 2013 - Les quatorze plaignants dirigés par Abu Dhabi Commercial Bank et King County, Washington[26].